# Paulo Cesar Silva
Paulo César da Silva, également connu sous le nom de Paulão ou sous le nom de ring de Giant Silva (né le 21 juillet 1963 à Sao Paulo), est un joueur de basket-ball, un catcheur (lutteur professionnel) et un pratiquant d'arts martiaux mixtes brésilien.
D'abord joueur de basketball au poste de pivot, il fait partie de l'équipe du Brésil aux Jeux olympiques de 1988.
Il devient catcheur à partir de 1997 d'abord à la World Wrestling Federation, au Consejo Mundial de Lucha Libre puis au Japon à la New Japan Pro Wrestling et à la Hustle.
Parallèlement à sa carrière de catcheur, il se lance aussi dans les arts martiaux mixtes au sein de la Pride Fighting Championships. Il n'y remporte qu'un seul de sept combats dans cette fédération et obtient une dernière victoire dans ce sport à la K-1.

## Carrière de joueur de basket-ball
À l'origine joueur de basket-ball, il fait partie de l'équipe nationale brésilienne aux Jeux olympiques de 1988. Du fait de sa taille, il joue au poste de pivot remplaçant et marque six points et prend six rebonds en quatre matchs.

## Carrière de catcheur

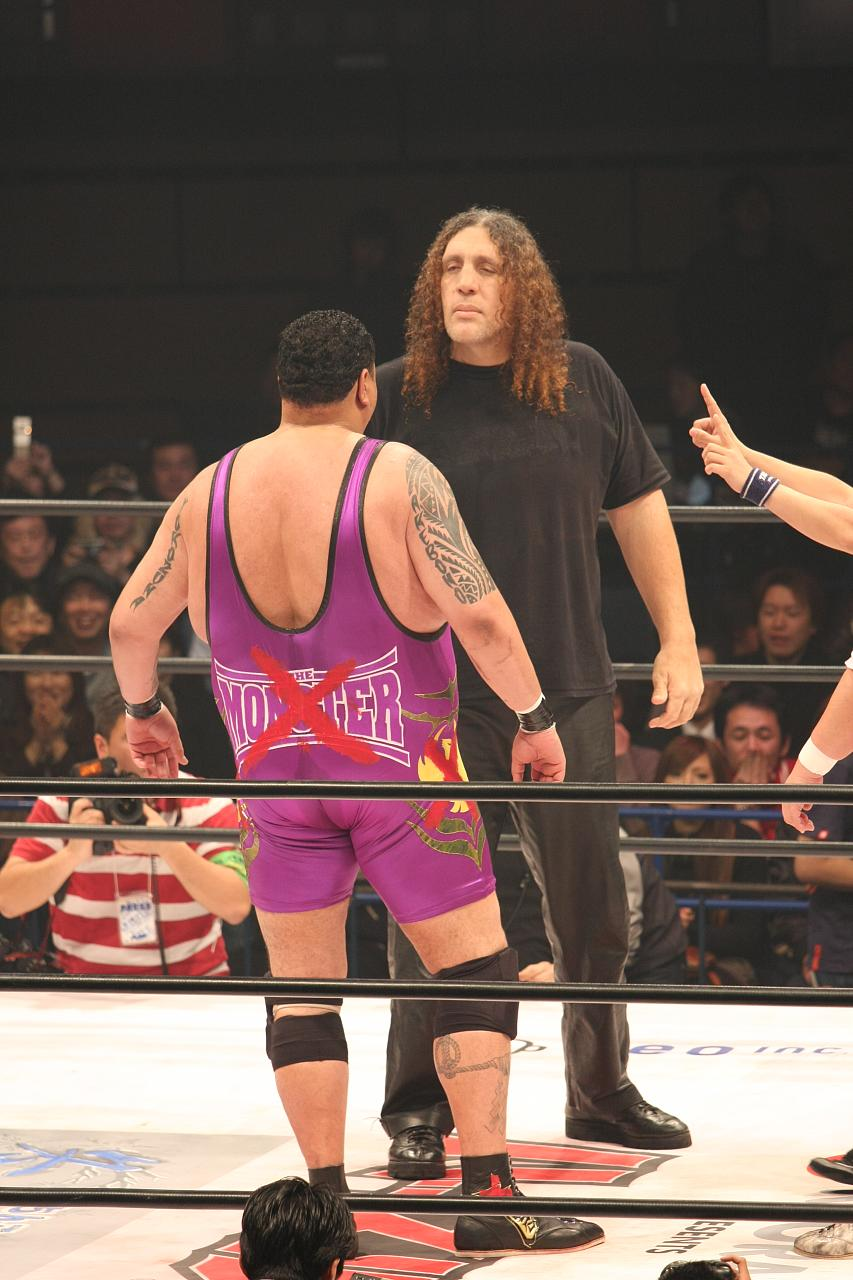
Giant Silva.

En 1997, Silva signe un contrat avec la World Wrestling Federation et part s'entraîner au auprès de Dory Funk, Jr. et Tom Prichard,.
Il apparaît à la WWF durant l'été 1998 comme un des membres du clan The Oddities managé par Luna Vachon composé de Golga et Kurrgan. Le 30 août au cours de SummerSlam, ils remportent un match par équipe à handicap face à Kai en Tai (Dick Togo, Mens Teioh, Sho Funaki et Taka Michinoku). La WWF met fin à son contrat début 1999 après avoir engagé The Giant (The Big Show), un autre géant.
Il part alors au Mexique lutter au Consejo Mundial de Lucha Libre.
Dans les années 2000, il part au Japon où il continue sa carrière de catcheur à la New Japan Pro Wrestling puis à la Hustle.

## Carrière en arts martiaux mixtes
Silva s'entraîne auprès de Ricardo et Ralek Gracie qui lui enseignent les bases du jiu-jitsu brésilien. Il commence sa carrière en arts martiaux mixtes à la Pride Fighting Championships le 31 décembre 2003 où il perd par soumission après un étranglement arrière face à Heath Herring.
Pour son second combat il se retrouve face à l'ancien sumo Henry Miller (en) le 25 avril 2004 pour le premier tour du tournoi Heavyweight Grand Prix. Il parvient à soumettre en effectuant une kimura après une minute de combat. Naoya Ogawa l'élimine au tour suivant le 20 juin par K.O. technique après plus de trois minutes. Sa crédibilité en tant que combattant diminue après sa défaite face au catcheur Takashi Sugiura, ce dernier le provoque après leur affrontement le 19 juillet,.
Son dernier combat dans ce sport a lieu le 31 décembre 2006 au sein de la K-1 où il sort vainqueur de son match par soumission face à Akebono Tarō.

## Palmarès

### En arts martiaux mixtes
| 8 combats      | 2 victoires | 6 défaites |
| Par KO         | 0           | 4          |
| Par soumission | 2           | 2          |
| Sur décision   | 0           | 0          |

| Résultat | Record | Adversaire        | Méthode                           | Événement                          | Date             | Round | Temps | Lieu           | Notes                          |
| -------- | ------ | ----------------- | --------------------------------- | ---------------------------------- | ---------------- | ----- | ----- | -------------- | ------------------------------ |
| Victoire | 2-6    | Akebono Tarō      | Soumission (Kimura)               | K-1 - Premium 2006 Dynamite!!      | 31 décembre 2006 | 1     | 1:02  | Osaka, Japon   |                                |
| Défaite  | 1-6    | Ikuhisa Minowa    | KO technique (coups de genou)     | Pride - Bushido 10                 | 2 avril 2006     | 1     | 2:23  | Tokyo, Japon   |                                |
| Défaite  | 1-5    | James Thompson    | KO technique (coups de poing)     | Pride FC - Shockwave 2005          | 31 décembre 2005 | 1     | 1:28  | Saitama, Japon |                                |
| Défaite  | 1-4    | Mu Bae Choi       | Soumission (Arm Triangle Choke)   | Pride - Shockwave 2004             | 31 décembre 2004 | 1     | 5:47  | Saitama, Japon |                                |
| Défaite  | 1-3    | Takashi Sugiura   | KO technique (coups de poing)     | Pride - Bushido 4                  | 19 juillet 2004  | 1     | 2:35  | Aichi, Japon   |                                |
| Défaite  | 1-2    | Naoya Ogawa       | KO technique (coups de poing)     | Pride FC - Critical Countdown 2004 | 20 juin 2004     | 1     | 3:29  | Saitama, Japon |                                |
| Victoire | 1-1    | Henry Miller (en) | Soumission (Kimura)               | Pride FC - Total Elimination 2004  | 25 avril 2004    | 1     | 1:04  | Saitama, Japon |                                |
| Défaite  | 0-1    | Heath Herring     | Soumission (étranglement arrière) | Pride FC - Shockwave 2003          | 31 décembre 2003 | 3     | 0:35  | Saitama, Japon | Débuts en arts martiaux mixtes |

### En basketball
- 3e du championnat des Amériques 1989

### En catch
- New Japan Pro Wrestling
  - Teisen Hall Cup Six Man Tag Team Tournament 2002 avec Masahiro Chōno et Giant Singh